# Liste des telenovelas et séries de SIC

Logo de SIC.

Cet article présente la liste des telenovelas et séries de SIC par année de 2001 à aujourd'hui.

## Années 2000
- Ganância
- Fúria de Viver
- O Olhar da Serpente
- O Jogo
- Floribella
- Jura
- Vingança
- Floribella 2
- Chiquititas
- Resistirei
- Rebelde Way
- Podia Acabar o Mundo
- Perfeito Coração

## Années 2010
| Production                          | Première diffusion | Dernière diffusion | Épisodes | Producteur(s)                                       | Réalisateur(s)                       |
| 2010                                | 2010               | 2010               | 2010     | 2010                                                | 2010                                 |
| ----------------------------------- | ------------------ | ------------------ | -------- | --------------------------------------------------- | ------------------------------------ |
| Laços de Sangue (Liens de sang)     | 13 septembre 2010  | 2 octobre 2011     | 322 161  | Pedro Lopes Aguinaldo Silva                         | Bruno José Patrícia Sequeira         |
| 2011                                |                    |                    |          |                                                     |                                      |
| Rosa Fogo (Rose de feu)             | 19 septembre 2011  | 30 juin 2012       | 225 164  | Alexandre Hachmeister Hugo Xavier Patrícia Sequeira | Patrícia Müller                      |
| 2012                                |                    |                    |          |                                                     |                                      |
| Dancin' Days                        | 4 juin 2012        | 27 septembre 2013  | 341      | Pedro Lopes                                         | Bruno Oliveira Manuel Amaro da Costa |
| 2013                                |                    |                    |          |                                                     |                                      |
| Sol de Inverno                      | 16 septembre 2013  | 21 septembre 2014  | 282      | Pedro Lopes                                         | Patrícia Sequeira                    |
| 2014                                |                    |                    |          |                                                     |                                      |
| Mar Salgado                         | 15 septembre 2014  | 18 septembre 2015  | 317      | Inês Gomes                                          | Patrícia Sequeira                    |
| 2015                                |                    |                    |          |                                                     |                                      |
| Poderosas                           | 18 mai 2015        | 20 mai 2016        | 296      | Patrícia Müller                                     | Hugo Xavier                          |
| Coração d'Ouro                      | 7 septembre 2015   | 24 septembre 2016  | 326      | Pedro Lopes                                         | Sérgio Graciano                      |
| 2016                                |                    |                    |          |                                                     |                                      |
| Rainha das Flores                   | 9 mai 2016         | 13 mai 2017        | 304      | Alexandre Castro                                    | Hugo Xavier                          |
| Amor Maior (Au nom de l'amour)      | 12 septembre 2016  | 30 septembre 2017  | 333 107  | Inês Gomes                                          | Jorge Cardoso                        |
| 2017                                |                    |                    |          |                                                     |                                      |
| Espelho d'Água                      | 1er mai 2017       | 21 avril 2018      | 327      | Gonçalo Pereira                                     | Hugo Xavier                          |
| Paixão (Pour l'amour de Louisa)     | 18 septembre 2017  | 24 septembre 2018  | 320 110  | Filipa Poppe Joana Andrade                          | Jorge Cardoso                        |
| 2018                                |                    |                    |          |                                                     |                                      |
| Vidas Opostas                       | 9 avril 2018       | 10 mai 2019        | 313      | Alexandre Castro                                    | Jorge Queiroga                       |
| Alma e Coração                      | 17 septembre 2018  | 11 octobre 2019    | 318      | Pedro Lopes                                         | Hugo Xavier                          |
| 2019                                |                    |                    |          |                                                     |                                      |
| Golpe de Sorte (Les jeux du destin) | 27 mai 2019        | 20 février 2021    | 238 30   | Vera Sacramento                                     | Carlos Dante                         |
| Nazaré                              | 9 septembre 2019   | 8 janvier 2021     | 334 141  | Sandra Santos                                       | Jorge Cardoso                        |
| Terra Brava (Les flammes du passé)  | 28 octobre 2019    | 7 mars 2021        | 361 120  | Inês Gomes                                          | Jorge Queiroga                       |

## Années 2020
| Production      | Première diffusion | Dernière diffusion | Épisodes | Producteur(s)              | Réalisateur(s)        |
| 2021            | 2021               | 2021               | 2021     | 2021                       | 2021                  |
| --------------- | ------------------ | ------------------ | -------- | -------------------------- | --------------------- |
| Amor Amor       | 4 janvier 2021     | 5 juin 2022        | 376      | Ana Casaca                 | Jorge Cardoso         |
| A Serra         | 22 février 2021    | 29 avril 2022      | 303      | Inês Gomes                 | Jorge Queiroga        |
| 2022            |                    |                    |          |                            |                       |
| Por ti          | 7 mars 2022        | 9 mars 2023        | 261      | Artur Ribeiro              | Jorge Queiroga        |
| Lua de Mel      | 6 juin 2022        | 28 novembre 2022   | 123      | Ana Casaca                 | Hugo Xavier           |
| Sangue Oculto   | 19 septembre 2022  | 13 octobre 2023    | 283      | Sandra Santos              | Jorge Cardoso         |
| 2023            |                    |                    |          |                            |                       |
| Flor sem Tempo  | 30 janvier 2023    | 29 mars 2024       | 300      | Inês Gomes                 | Jorge Queiroga        |
| Papel Principal | 25 septembre 2023  | 5 octobre 2024     | 302      | Ana Casaca                 | Jorge Cardoso         |
| 2024            |                    |                    |          |                            |                       |
| Senhora do Mar  | 5 février 2024     |                    |          | João Matos Raquel Palermo  | Manuel Amaro da Costa |
| A Promessa      | 18 juin 2024       |                    |          | Inês Gomes Cândida Ribeiro | Jorge Queiroga        |

### Sources
- (pt) Cet article est partiellement ou en totalité issu de l’article de Wikipédia en portugais intitulé « Anexo:Lista de telenovelas da SIC » (voir la liste des auteurs).